# ACEC Baraúnas
A Associação Cultural Esporte Clube Baraúnas, röviden Baraúnas egy brazil labdarúgócsapat, melyet 1960. január 14-én Mossoróban hoztak létre. Rio Grande do Norte állami bajnokságának legfelsőbb osztályában, a Potiguar Série A-ban szerepel.

## Sikerlista

### Állami
- 1-szeres Potiguar bajnok: 2006

## Játékoskeret
2015. január 26-tól
| # |     | Poszt | Név    |
| - | --- | ----- | ------ |
|   | BRA | K     | Érico  |
|   | BRA | K     | Lucas  |
|   | BRA | V     | Victor |
|   | BRA | V     | Nildo  |
|   | BRA | KP    | Batata |
|   | BRA | CS    | Adham  |
|   | BRA | CS    | Igor   |